# Stockton (Californie)
Pour les articles homonymes, voir Stockton.
Stockton est une ville de l’État de Californie, siège du comté de San Joaquin, aux États-Unis. Selon les estimations du California Department of Finance pour 2009, la population de la ville est de 290 409 habitants, ce qui en fait la treizième ville la plus peuplée de l'État.
La ville est le siège de l'université du Pacifique. Elle est nommée en l'honneur de l'officier de marine Robert Field Stockton.

## Histoire
La ville a été fondée en 1849 et incorporée le 23 juillet 1850. La région connue aujourd'hui sous le nom de Weber Point est l'endroit où le capitaine Charles Maria Weber construisit la première résidence permanente dans la vallée de San Joaquin. Il développa rapidement les environs lors de la ruée vers l'or pour accueillir les futurs chercheurs d'or, et la ville commença dès lors à grandir.
Dans les dernières décennies, Stockton et les villes voisines de Tracy et Manteca ont vu leur population exploser. Cela est surtout dû au fait que des milliers de personnes s'installent dans la région pour échapper au coût de la vie relativement élevé de la baie de San Francisco. Un projet de redéveloppement de la ville est encore en cours et a permis à la ville de recevoir à deux reprises le prix All-America City, en 1999 et en 2004.
Le 27 juin 2012, la ville s'est placée sous la protection du Chapitre 9 (en) de la loi américaine sur la banqueroute pour éviter le dépôt de bilan.

## Religion
La ville est le siège d'un évêché catholique.

## Démographie
| 1860  | 1870   | 1880   | 1890   | 1900   | 1910   |
| ----- | ------ | ------ | ------ | ------ | ------ |
| 3 679 | 10 066 | 10 282 | 14 424 | 17 506 | 23 253 |

| 1920   | 1930   | 1940   | 1950   | 1960   | 1970    |
| ------ | ------ | ------ | ------ | ------ | ------- |
| 40 296 | 47 963 | 54 714 | 70 853 | 86 321 | 109 963 |

| 1980    | 1990    | 2000    | 2010    | 2020    | - |
| ------- | ------- | ------- | ------- | ------- | - |
| 148 283 | 210 943 | 243 771 | 291 707 | 320 804 | - |

## Jumelage
- Shizuoka (Japon)
- Parme (Italie)
- Empalme (Mexique)

## Personnalités liées à la ville
- Conn Findlay (1930-2021), rameur et skipper, champion olympique, vainqueur de la Coupe de l'America.
- Chris Isaak, né le 26 juin 1956 est un auteur, compositeur et interprète, célèbre notamment pour la chanson Wicked Game.
- Nick Diaz
- Nate Diaz